# Calliandra strigillosa
Calliandra strigillosa là một loài thực vật có hoa trong họ Đậu. Loài này được (Britton & Rose) Standl. ex Leavenw. miêu tả khoa học đầu tiên năm 1946.